# NGC 623
NGC 623 је елиптична галаксија у сазвежђу Вајар која се налази на NGC листи објеката дубоког неба.
Деклинација објекта је - 36° 29' 24" а ректасцензија 1h 35m 6,5s. Привидна величина (магнитуда) објекта NGC 623 износи 12,6 а фотографска магнитуда 13,6. NGC 623 је још познат и под ознакама ESO 353-23, MCG -6-4-52, PGC 5898.